# Eupithecia classicata
Eupithecia classicata là một loài bướm đêm trong họ Geometridae.